# Cormac Murphy-O’Connor
Cormac Murphy–O'Connor (1932 – 2017) là một Hồng y người Anh của Giáo hội Công giáo Rôma. Ông từng đảm nhận vai trò Hồng y Đẳng Linh mục Nhà thờ S. Maria sopra Minerva và Tổng giám mục đô thành Tổng giáo phận Westminster trong 9 năm, từ năm 2000 đến năm 2009.
Vốn là một giáo sĩ trong vai trò lãnh đạo giáo hội địa phương, ông từng đảm trách vai trò Giám mục chính tòa Giáo phận Arundel and Brighton (1977 – 2000) trước khi tiến đến trở thành Tổng giám mục đô thành Westminster. Song song với nhiệm vụ Westminster, ông còn kiêm nhiệm vai trò Chủ tịch Ủy ban "Vox Clara" (2002 – 2011). Ngoài lãnh đạo các giáo phận được bổ nhiệm, ông còn đảm nhận nhiều vị trí quan trọng tại Hội đồng giám mục quốc gia và khu vực như: Chủ tịch Hội đồng Giám mục Anh và Xứ Wales (2000 – 2009), Phó Chủ tịch Liên Hội đồng Giám mục Châu Âu (2001 – 2006). Ông được vinh thăng Hồng y ngày 21 tháng 2 năm 2001, bởi Giáo hoàng Gioan Phaolô II.

## Tiểu sử
Hồng y Cormac Murphy–O'Connor sinh ngày 24 tháng 8 năm 1932 tại Reading, Berkshire, Giáo phận Portsmouth, Anh. Sau quá trình tu học dài hạn tại các cơ sở chủng viện theo quy định của Giáo luật, ngày 28 tháng 10 năm 1958, Phó tế Murphy – O'Connor, 26 tuổi, tiến đến việc được truyền chức linh mục. Cử hành nghi thức truyền chức cho tân linh mục là Hồng y Valerio Valeri, Tổng trưởng Thánh bộ Tu sĩ. Tân linh mục là thành viên linh mục đoàn Gáio phận Portsmouth.
Sau 21 năm thi hành các công việc mục vụ với thẩm quyền và cương vị của một linh mục, ngày 17 tháng 11 năm 1977, Tòa Thánh loan tin Giáo hoàng đã quyết định tuyển chọn linh mục Cormac Murphy–O'Connor, 45 tuổi, gia nhập Giám mục đoàn Công giáo Hoàn vũ, với vị trí được bổ nhiệm là Giám mục chính tòa Giáo phận Arundel and Brighton. Lễ tấn phong cho vị giám mục tân cử được tổ chức sau đó tại Thánh đường Our Lady and St. Philip Howard, Arundel, West Sussex, Giáo phận Arundel and Brighton vào ngày 21 tháng 12 cùng năm, với phần nghi thức chính yếu được cử hành cách trọng thể bởi 3 giáo sĩ cấp cao, gồm chủ phong là Tổng giám mục Michael George Bowen, Tổng giám mục đô thành Tổng giáo phận Southwark; hai vị giáo sĩ còn lại, với vai trò phụ phong, gồm có Tổng giám mục George Patrick Dwyer, Tổng giám mục đô thành Tổng giáo phận Birmingham và Giám mục Anthony Joseph Emery, giám mục chính tòa Giáo phận Portsmouth. Tân giám mục chọn cho mình châm ngôn:GAUDIUM ET SPES.
Sau 23 năm thi hành các công việc mục vụ với quyền và nghĩa vụ giám mục chính tòa Arundel and Brighton, Giám mục Murphy –O'Connor được Tòa Thánh thăng Tổng giám mục, qua việc bổ nhiệm giám mục này làm Tổng giám mục đô thành Tổng giáo phận Westminster. Thông báo về việc bổ nhiệm này được công bố cách rộng rãi vào ngày 15 tháng 2 năm 2000. Tân Tổng giám mục đã đến cử hành các nghi thức nhận nhà thờ hiệu tòa của mình vào ngày 22 tháng 3 cùng năm.
Bằng việc tổ chức công nghị Hồng y năm 2001 được cử hành chính thức vào ngày 21 tháng 2, Giáo hoàng Gioan Phaolô II đưa ra quyết định vinh thăng Tổng giám mục Cormac Murphy–O'Connor tước vị danh dự của Giáo hội Công giáo, Hồng y. Tân Hồng y thuộc Đẳng Hồng y Linh mục và Nhà thờ Hiệu tòa được chỉ định là Nhà thờ S. Maria sopra Minerva. Ông đã đến nhà thờ hiệu tòa của mình và cử hành các nghi thức nhận nhiệm sở mới này sau đó vào ngày 20 tháng 10 cùng năm. Song song với nhiệm vụ Westminster, ông còn kiêm nhiệm vai trò Chủ tịch Ủy ban "Vox Clara", từ tháng 4 năm 2002.
Ngoài lãnh đạo các giáo phận được bổ nhiệm, ông còn đảm nhận nhiều vị trí quan trong tại Hội đồng giám mục quốc gia và khu vực như: Chủ tịch Hội đồng Giám mục Anh và Xứ Wales từ năm 2000 đến năm 2009 và Phó Chủ tịch Liên Hội đồng Giám mục Châu Âu, từ năm 2001 đến năm 2006.
Ngày 3 tháng 4 năm 2009, Tòa Thánh chấp thuận đơn xin từ nhiệm của ông, vì lý do tuổi tác, theo Giáo luật. Riêng chức danh Chủ tịch Ủy ban "Vox Clara" tại giáo triều, ông đảm nhiệm đến ngày 3 tháng 2 năm 2011. Ông qua đời vào ngày 1 tháng 9 năm 2017 tại Bệnh viện Royal Marsden, Chelsea, London, thuộc Tổng giáo phận Westminster, hưởng thọ 75 tuổi. Thi hài ông được chôn cất tại 10th Station, Thánh đường Most Precious Blood (Máu Cực Thánh), Westminster, London, Tổng giáo phận Westminster.